# Kingdom Hearts
Kingdom Hearts (キングダムハーツ, Kingudamu Hātsu) é uma série de jogos de RPG desenvolvidos e publicados pela Square Enix (antes Squaresoft). É resultado da colaboração entre Square e Disney Interactive Studios e está sob direção de Tetsuya Nomura, um antigo designer de personagens da Square. Kingdom Hearts é um crossover de várias criações da Disney dentro de um único universo criado especificamente para a série. Em adição, a série conta com um elenco de voz all-star que inclui vozes oficiais dos personagens da Disney. Personagens da série Final Fantasy, da Square Enix, também aparecem e interagem com o jogador e com os personagens da Disney. A série é centralizada no personagem principal Sora, sua procura pelos seus amigos e seus encontros com os personagens da Disney e de Final Fantasy, em seus respectivos mundos.
A série de Kingdom Hearts actualmente contém oito jogos em diferentes consoles de videogames, e futuros títulos estão para serem lançados. A maioria dos jogos da série receberam críticas aclamadas e sucesso comercial, embora todos terem variados níveis de sucesso. Em setembro de 2008, a série excedeu 12,0 milhões de cópias em todo o mundo, com 2,0 milhões de cópias na Região PAL, 3 milhões de cópias no Japão, e 5 milhões de cópias na América do Norte. Também houve diferentes tipos de mercadorias vendidas com os jogos como uma forma de publicidade.
A história de Kingdom Hearts começou quando o produtor, Shinji Hashimoto conheceu um executivo da Disney num elevador. Square e a filial Japonesa da Disney tinham trabalhado no mesmo escritório em Tóquio. Então, eles decidiram “montar” o jogo Kingdom Hearts, envolvendo personagens destas duas empresas.

## Reação
Originalmente, notícias de um par tão estranho para um jogo teve reacções mistas. A Squaresoft já estava bem estabelecida no mercado dos video jogos com a série Final Fantasy (que tinha chegado ao marco de dez fascículos no tempo em que Kingdom Hearts foi anunciado). Disney é mais conhecida à volta do mundo como uma companhia americana de filmes famosa por fazer filmes familiares populares (principalmente em animação). Devido à característica de vários jogos de Final Fantasy ser o facto de serem contados como épicos, por vezes havendo uma história mais madura e melodramática (ainda por cima com uma quantidade notável de violência), os jogadores estavam incertos se esta mistura seria bem sucedida. Vários fãs das séries (e mesmo o produtor executivo Hironobu Sakaguchi) ficaram imediatamente insatisfeitos com a ideia de um jogo de Final Fantasy dirigido a crianças. Outros jogadores, no entanto, que eram fãs da Disney, esperaram pelo jogo na expectativa.
Depois do lançamento do Kingdom Hearts original, apesar de os fãs de video jogos mais velhos ainda acharem as séries infantis, o jogo foi elogiado pelos críticos devido à sua jogabilidade simples, à nova ideia e à história única.
À medida que a série ganhou popularidade, a noção de que era muito infantil começou a ser menos comum entre vários jogadores e é agora uma concessão bem reconhecida.

## Jogos
A série consiste em nove jogos desenvolvido pela Square Enix, e um jogo desenvolvido para o telefone celular V CAST, desenvolvido pela Superscape; ainda há os remakes destes títulos principais. Os três primeiros jogos principais foram lançados em ordem cronológica, com cada novo jogo continuando os eventos do jogo anterior, enquanto o jogo V CAST foi desenvolvido independente da série principal.

### Jogos principais
Kingdom Hearts é o primeiro jogo da série, e foi lançado em 28 de março de 2002 no Japão para Playstation 2. É a primeira vez de Nomura em uma posição diretorial. Kingdom Hearts introduziu a maioria dos personagens principais da série e lançou a estrutura da história envolvendo corações e Heartless. Também estabeleceu a prévia da presença de personagens de ficção da Disney e de personagens da série Final Fantasy. Kingdom Hearts foi lançado na América do Norte em 17 de setembro de 2002 com um conteúdo adicional não presente na versão original  japonesa. Mais tarde o jogo foi re-lançado, em uma versão exclusivamente para o Japão, com o nome de Kingdom Hearts: Final Mix em 26 de Dezembro de 2002. Final Mix inclui o conteúdo da versão norte-americana e novos inimigos, cutscenes e armas.
O segundo jogo da série é Kingdom Hearts: Chain of Memories. Foi lançado para Game Boy Advance no Japão em 11 de novembro de 2004 e na América do Norte em 7 de dezembro de 2004. A história de Chain of Memories se passa entre a história dos dois jogos para PlayStation 2 de Kingdom Hearts, esse jogo introduziu e mostrou elementos que viriam a ser jogados no próximo jogo. Chain of Memories recebeu um remake para PlayStation 2 intitulado Kingdom Hearts Re: Chain of Memories lançado no Japão junto com Kingdom Hearts II Final Mix, embalado como um segundo disco, em Março de 2007, que viria a ser lançado na América do Norte em 2 de dezembro de 2008.
Kingdom Hearts II é o terceiro jogo da série, lançado no Japão em 22 de dezembro de 2005 para PlayStation 2. O jogo eleva o conceito de coração envolvendo  Nobodies e  Heartless. Kingdom hearts II recebeu um remake intitulado Kingdom Hearts II: Final Mix, contendo mais material do que o primeiro lançamento, e chefes e cut scenes adicionais. Kingdom Hearts II Final Mix foi lançado junto com Kingdom Hearts Re:Chain of Memories. Essa coleção é intitulada Kingdom Hearts II Final Mix + e foi lançada em 29 de Março de 2007.
Kingdom Hearts 358/2 Days é o quarto título da série, ambientado principalmente entre Chain of Memories e Kingdom Hearts II (mas começa perto de 3/4 do primeiro da série), girando em torno de Roxas na Organization XIII e os seus motivos para deixá-la, procurando por respostas para as perguntas sobre sua existência. O jogo foi anunciado em 2007 na Tokyo Game Show, lançado no Japão em 30 de maio de 2009 para o Nintendo DS,  e  na América do Norte em 29 de setembro de 2009, e na Europa em 9 de outubro de 2009.
Kingdom Hearts Birth by Sleep é o quinto jogo da série que conta a história dez anos antes do primeiro Kingdom Hearts. Os personagens principais são Terra, Aqua e Ventus, três Keyblade wielders que saíram em busca de Master Xehanorth e seu aprendiz Vanitas. A primeira aparição destes personagens foi num video secreto do Kingdom Hearts II nomeado de The Gathering e depois hove uma continuação em Kingdom Hearts II Final Mix + com o nome do video Birth by Sleep. A história é a seguinte: “No momento em que Terra e Aqua estavam fazendo seu exame para se tornarem Keyblade Masters, simplesmente Master Xehanort e seu aprendiz Vanitas desapareceram, e no mesmo tempo que isso aconteceu algumas criaturas chamadas de Unversed apareceram… Então, o mestre de Terra, Aqua e Ven(apelido de Ventus) manda eles em busca do Mestre Xehanorth para tentar resolver essa crise.” O jogo foi lançado no Japão em 9 de janeiro de 2010 para PlayStation Portable e 7 de setembro na América do Norte.
Kingdom Hearts Coded é o sexto título da série Kingdom Hearts. Feito para Celular, nesse jogo, Sora tem que desvendar a historia por tras de um livro que o Grilo falante Achou, o livro estava em branco, com só uma frase escrita, e o Grilo-Falante não escreveu. Rei Mickey tenta analisar a mensagem, mas não consegue porque o livro esta corrompido, com isso, Mickey cria o Data-Sora, para investigar o Livro do Grilo. O jogo é a primeira encarnação no celular. Um remake foi lançado como oitavo título da série, para o Nintendo DS. Kingdom Hearts Re:coded, o jogo não traz novidades, mas foi mais vendido que o original. Coded foi lançado somente no Japão, no dia 8 de novembro de 2008; e Re:coded, foi lançado no Japão em 7 de outubro de 2010, na América do Norte em 11 de janeiro de 2011 e na Europa em 14 de janeiro de 2011.
Kingdom Hearts 3D: Dream Drop Distance é o sétimo título da série Kingdom Hearts. Anunciado na E3 2010 o jogo é desenvolvido para a nova plataforma portátil da Nintendo, o Nintendo 3DS. A história mostra Sora enfrentado testes para poder se tornar um legítimo mestre da Keyblade, e suas viagens por mundos adormecidos, inspirados em filmes com Tron: o Legado e  Os Tres Mosqueteiros. Além de usar alguns elementos dos primeiros jogos da série que consagraram ela como RPG de ação, Dream Drop Distance também utiliza os famosos efeitos 3D sem óculos do portátil da Nintendo. O jogo foi lançado exclusivamente para Nintendo 3DS em 29 de março de 2012 no Japão, 20 de julho de 2012 na Europa, e 31 de julho de 2012 na América do Norte
Kingdom Hearts III é o oitavo jogo da série Kingdom Hearts, o game finalizara a saga Xehanort lançando em 25 de janeiro de 2019 para PlayStation 4 e Xbox one, possui uma DLC, ReMind lancando em 23 de janeiro de 2020 que inicia uma nova saga na série.
Kingdom Hearts Melody of Memories é o nono jogo da serie lançado em 11 de novembro de 2020 para PlayStation 4, Xbox one e Nintendo Switch sendo um jogo de música e ritmo.
Kingdom Hearts IV é o décimo jogo da série que foi anunciado em 10 de abril de 2022, a Square Enix revelou que Kingdom Hearts IV estava em desenvolvimento, confirmou que Sora, Donald e Pateta retornariam. Situado em Quadratum, um mundo realista inspirado em Tóquio, Kingdom Hearts IV dará início ao "Lost Master Arc".

### V CAST
É um jogo de Kingdom Hearts  desenvolvido exclusivamente para V CAST, e lançado em 1 de outubro de 2004 no Japão e em 4 de fevereiro de 2005 nos Estados Unidos . Foi um dos jogos para o lançamento dos serviços V CAST. O jogo, desenvolvido pela Superscape e publicado pela Disney Mobile sem envolvimento da Square Enix, possui o gameplay semelhante ao do  Kingdom Hearts original,  com, entretanto, modificações para o método de celulares. O jogo começa com o protagonista do primeiro Kingdom Hearts, Sora, naufragado em uma ilha aparentemente desabitada, seus amigos Donald e Goofy ausentes. Sora tem que descobrir uma maneira de escapar da ilha, bem como se reunir com Donald e Goofy. O jogo foi criticado pelos seus desastrados controles e limitadas avaliações. O apelo visual foi elogiado, todavia.

## Keyblade
A arma principal em Kingdom Hearts, a Keyblade, é a única coisa que pode fechar os mundos, prevenindo os Heartless de consumirem o coração do mundo. Passada de mestre para aluno pela cerimônia de herança da Keyblade, é uma das poucas armas que podem destruir os Heartless e os Nobodies por completo, mas por causa dela, o seu possuidor (Sora) é constantemente perseguido por eles. Eles são basicamente atraídos pelo coração de Sora, não pela Keyblade, como no caso de Roxas. Roxas, como um Nobody de Sora, foi capaz de usar a Keyblade também. É uma espada com formato de chave e possui o poder de abrir qualquer porta ou fechadura.
A origem da Keyblade é um mistério. A lenda da Keyblade se divide em duas vertentes: Uma afirma que a Keyblade criou caos e destruição, enquanto outra diz que ela trouxe a paz e harmonia para o universo. No entanto, essa lenda é envolta em mistérios e pouco se sabe sobre qual parte da lenda é verdadeira.
A Keyblade é uma arma especial, pois ela escolhe seu mestre. Uma vez escolhido, o mestre é a única pessoa capaz de manejá-la. Caso outra pessoa tente fazer o mesmo, a Keyblade irá se teleportar imediatamente para a mão de seu mestre.
Mais tarde, é descoberto que a Keyblade de Sora não é a única existente. O Rei Mickey possui sua própria Keyblade, e Riku e Roxas também são mestres da Keyblade. A Kingdom Key (Chave do Reino) é a forma principal da Keyblade do Sora. Pode ser melhorada através de chaveiros, cada qual com a sua aparência e poderes. Durante sua aventura, Sora pode coletar algumas keychains, que alteram o formato da Keyblade e adicionam novos poderes a ela.
Apesar da Keyblade do domínio da luz ter sido transferida de Riku para Sora, Riku continua com uma Keyblade, a Way to the Dawn. Enquanto estava possuído por Ansem, Riku usava uma Keyblade artificial, que em vez de trancar as portas dos mundos, permitia destrancar a escuridão no coração das pessoas. Isso as deixava bem mais poderosas, porém corriam risco quase certo de ser consumido pelas trevas. O Rei Mickey usa a Keyblade que tem as cores inversas da Kingdom Key. A Keyblade do rei Mickey é a Keyblade “do outro lado” da porta, ou seja, é a Keyblade do “lado negro”, de dentro do Kingdom Hearts (Reino dos Corações), lugar onde ele se tranca com Riku no Fim do primeiro jogo da série. Diferente do que parece, essa keyblade não é uma keyblade maligna, ela representa a luz que existe na escuridão que existe no coração dos mundos.
Já Roxas, é o único a usar duas keyblades ao mesmo tempo (Sora ganha essa habilidade com uma roupa especial, depois de se unir com Roxas). Estas são a Oathkeeper (uma Keyblade branca) e a outra é a Oblivion (uma Keyblade negra, ambas podem ser conseguidas nos dois primeiros jogos).

## Jogabilidade e design
Kingdom Hearts e Kingdom Hearts II  são descritos como RPGs de ação, ou seja, eles contêm elementos de jogos de ação e de jogos de role-playing. O jogador está normalmente a controlar um personagem chamado Sora que pode andar, correr e saltar livremente num ambiente interactivo a 3D, atacar inimigos e lançar magias (entre outras habilidades). Sora está normalmente acompanhado por Donald (Pato Donald) e Goofy (Pateta), que são personagens não-jogáveis (NPCs), que ajudam Sora nas batalhas. O comportamento deles pode ser mudado para corresponder às necessidades do jogador. Derrotar inimigos resulta em itens, dinheiro e “experiência”. A quantidade de experiência é partilhada com todos os membros do grupo e cada personagem fica mais forte de acordo com a quantidade ganha.
Muitos aspectos dos RPGs são muito familiares aos fãs da série Final Fantasy. Vários itens, feitiços e personagens, assim como uma história esplêndida e dramática, são muito bem reconhecidos pelos fãs. Uma grande influência da Disney também está presente, tal como os personagens detalhados e animações. A grande atracção das séries de Kingdom Hearts é também as numerosas presenças de personagens e mundos Disney.
Apesar da série conter locais originais do jogo, os mundos dos filmes da Disney são fortemente explorados. Sora precisa de visitar estes mundos e interagir com personagens populares da Disney para protegê-los dos inimigos.  Várias vezes, as acções de Sora nesses mundos seguem de perto a história dos filmes Disney.
Basicamente, as personagens Disney (sem contar com Mickey, Donald, Goofy, os vilões e as summons) de um filme nunca interagem com personagens Disney de outro (com a excepção de Fera, que ajuda Sora a lutar contra Malévola). Por exemplo, Tarzan pode interagir com Jane (porque ambos habitam o mundo do filme Tarzan), mas ele não pode interagir com Aladdin, que é de um mundo diferente. Esta foi uma das limitações que a Disney fez à Square. No entanto, mais frequentemente em Kingdom Hearts II, certas personagens Disney sabem que outras existem (Merlin sabe que o Ursinho Pooh existe). Personagens de diferentes jogos de Final Fantasy interagem entre eles e com personagens Disney. De facto, comparando com as personagens Disney incluídas no jogo Kingdom Hearts, as personagens de Final Fantasy são menos parecidas com a sua versão original. Muitos deles mudaram de aparência e de história, alguns são até mais novos do que a sua versão original (como por exemplo Tidus, Wakka e Selphie). E também nenhum dos mundos de Final Fantasy está presente na série (e nunca irá, segundo o próprio Nomura). A história de outros títulos de Final Fantasy quase nunca é mencionada, apesar de darem pequenas pistas, mas muito levemente. Tirando isso, as personalidades das personagens de Final Fantasy continuam iguais, isto é, excluindo Squall Leonhart (chamado de Leon no jogo), que está menos comunicativo e mais sombrio que em seu jogo de origem.

## Música
Os altos padrões da Square continuam nesta série. A música de fundo foi composta por Yoko Shimomura. Enquanto alguns dos mundos Disney têm as suas músicas originais, muitos são presenteados com pautas musicais novas. Além de cada mundo ter o seu tema, cada um tem também o seu próprio tema de batalha, em vez de ser apenas uma música para todas as batalhas, estando esse tema envolvido com o ambiente de cada mundo. Os temas de bosses, no entanto, são limitados, e são usados várias vezes, independentemente do mundo. O tema do boss normalmente reflecte a sua dificuldade.
Os temas principais (Hikari/Simple and Clean para Kingdom Hearts 1 e Chain of Memories e Passion/Sanctuary para Kingom Hearts 2 e Kingdom Hearts 358/2 Days) são compostos e cantados pela cantora e compositora Hikaru Utada. Devido à alta popularidade de Hikaru no Japão e dos jogos, ambas as músicas tiveram ótima recepção pelo público japonês (Hikari chegou a #1 em 2002 e Passion a #4 em 2005 no ranking de vendas semanal da Oricon).